# Vũ Đà
 Vũ Đà hay  Vũ Văn Đà (1933 – 3 tháng 3 năm 2017) là một nhà cách mạng, chính khách Việt Nam, nguyên Uỷ viên Ban Thường vụ Tỉnh ủy, nguyên Phó Chủ tịch Ủy ban nhân dân tỉnh, nguyên Chủ tịch Hội đồng nhân dân tỉnh Quảng Ninh.

## Tiểu sử
Vũ Đà tên khai sinh là Vũ Văn Đà sinh năm 1933 tại thôn Uông Hạ, xã Minh Tân, huyện Nam Sách, tỉnh Hải Dương;
Tháng 12/1945 tham gia đội thiếu niên thôn Uông Hạ, xã Minh Tân.
Từ 8/1948 – 6/1952: Ủy viên Ban chấp hành Đoàn thanh niên xã, phụ trách thiếu niên xã, Phó ban địch vận xã Minh Tân, huyện Nam Sách.
Từ 7/1952 – 2/1953: Nhân viên Văn phòng Ủy ban Liên Việt huyện Nam Sách.
Từ 3/1953 – 8/1954: Bị Pháp bắt cầm tù (chính trị) tại Phú Quốc;
Từ 9/1954 – 9/1974:
- Sau khi trao trả tù chính trị, làm nhân viên Văn phòng Thị ủy Quảng Yên; Bí thư Thị Đoàn thanh niên; Ủy viên Thường vụ Thị ủy – Phó Chủ tịch, Quyền Chủ tịch Ủy ban Hành chính Thị xã Quảng Yên;
- Năm 1964 – 1966: Thị xã Quảng Yên hợp nhất với huyện Yên Hưng, làm Bí thư kiêm Chủ tịch Ủy ban Hành chính thị trấn Quảng Yên, sau đó về huyện tham gia huyện ủy, Phó Chủ tịch Ủy ban Hành chính huyện;
- Năm 1966 – 1967: Bí thư Đảng ủy xã Hiệp Hòa; Năm 1968 – 1969: Phó Chủ tịch Uỷ ban Hành chính huyện Yên Hưng; Năm 1970 – 1971: Bí thư Đảng ủy xã Liên Vị;
- Năm 1972–1973: Ủy viên Thường vụ Huyện ủy–Phó Chủ tịch thường trực Ủy ban Hành chính huyện Yên Hưng.

Từ 7/1974 – 4/1976: Học chính trị tại Trường Đảng cao cấp Nguyễn Ái Quốc Trung ương.
Từ 5/1976 – 4/1977: Ủy viên Ban chấp hành Tỉnh ủy, Bí thư Huyện ủy Yên Hưng.
Từ 5/1977 – 2/1979: Ủy viên Ban thường vụ Tỉnh ủy, Bí thư Huyện ủy Yên Hưng;
Từ 3/1979 – 2/1980: Ủy viên Ban thường vụ Tỉnh ủy, Bí thư Huyện ủy Quảng Hà.
Từ 3/1980 – 11/1989: Ủy viên Ban thường vụ Tỉnh ủy, Phó Chủ tịch Ủy ban nhân dân tỉnh.
Từ 12/1989 – 4/1993: Chủ tịch Hội đồng nhân dân tỉnh Quảng Ninh,
Từ 4/1993, ông nghỉ hưu.
Ông mất ngày 3 tháng 3 năm 2017 (tức ngày 06 tháng 2 năm Đinh Dậu)